# Shikara (película 2020)
Shikara Es una película india producida y dirigida por Vidhu Vinod Chopra. La película se basa en la historia de amor de una pareja de pandits cachemires en el momento álgido de la insurgencia en Jammu y Cachemira durante la década de 1990 y el posterior éxodo de los pandits cachemires del valle de Cachemira. Shikara fue un fracaso de taquilla, desacreditada por el público y también tildada de película de propaganda estética por manipular los hechos e impulsar una agenda para salvar las identidades de los verdaderos culpables. La película se estrenó el 7 de febrero de 2020.
La película está basada en el Kashmiri pandit éxodo de 1990. La película gira alrededor de la historia de amor de Shanti (Sadia Khateeb) y Shiv Dhar, quiénes son Kashmiri Pandits en la época del Éxodo de Kashmiri Pandits de Kashmir. El libro Nuestra Luna Tiene Coágulos de Sangre por Rahul Pandita ha inspirado muchas partes de la película.

## Argumento

### Septiembre 2018 (presente)
La película comienza con un Shiv anciano que escribe una carta al Presidente de los Estados Unidos de América explicándole la situación de los pandits de Cachemira que viven como refugiados en su propio país. Resulta que ha escrito varias cartas desde el año 1990. Su carta más reciente recibió una respuesta de POTUS y le invitó a una suite presidencial en Delhi. Él, junto con Shanti, parte hacia Delhi. En su habitación palaciega ven un DVD de la película "Amor en Cachemira" y recuerdan su primer encuentro, el matrimonio en Cachemira y el éxodo forzado a Jammu.

### Flashback

#### 1987 y 1988
En el plató de "Love in Kashmir", un joven profesor universitario y estudiante de doctorado, Shiv Kumar Dhar, conoce a una estudiante de medicina, Shanti Sapru. Pronto se hacen amigos en su primer encuentro debido a su amor por la poesía y a que Shiv es el autor del recién publicado "Shikara". Pronto se enamoran y Shiv le propone matrimonio a Shanti con la ayuda de su mejor amigo Lateef Lone, un aspirante a jugador de cricket e hijo de un político local que es como una figura paterna para Shiv. Pronto se casan en una boda tradicional de los pandits de Cachemira y Lateef se enamora de Arti, la mejor amiga de Shanti (que también es estudiante de medicina).

#### 1989
Pronto construyen una mansión enorme con la ayuda del padre de Lateef y la llaman "Shikara" (debido a la primera noche que pasaron en una Shikara). Toda la comunidad, incluidos los hindúes y los musulmanes, vive en armonía. Llega su primer aniversario de matrimonio y el primo de Shiv, Naveen, un médico, le regala una máquina de escribir para que escriba su tesis. Sin embargo, su felicidad dura poco, ya que el padre de Lateef, un político que se encuentra en un mitin, resulta herido de muerte y es ingresado en la clínica de Naveen. Se dice que la policía lo atacó a instancias del actual gobierno central. (Sin embargo, en ninguna parte de la película se presenta ninguna prueba de esta situación). Sin embargo, muere mientras lo trasladan a un hospital de especialidades múltiples para su operación. Lateef no puede soportar la pérdida de su padre y cruza la frontera hacia Lahore para formarse como militante. Este incidente cambia el pacífico valle.

#### 1990
Shiv nota que muchos alumnos no van a  su clase. Un grupo de personas obliga a Shanti a cubrirse la cabeza y a quitarse el bindi durante un viaje en autobús. Allí descubre que hay autobuses directos desde Laal chowk a Islamabad y Lahore. Incluso es testigo de un tiroteo en el que mueren 6 policías que intentaban impedir que los jóvenes subieran a esos autobuses para militar. Shiv es secuestrado por algunos de sus estudiantes desaparecidos y llevado a reunirse con Lateef, que ahora lidera un grupo de militantes contra los pandits de Cachemira. Éste le advierte a Shiv que abandone el valle antes de que sea demasiado tarde, y que lo haga sólo porque fueron amigos en el pasado. Shiv sigue creyendo que los pandits de Cachemira están a salvo y que todos estos cambios son temporales. Sin embargo, ha juzgado mal la situación. Se publica una lista de objetivos en la que se advierte a todos los pandits hindúes de Cachemira que deben abandonar el valle en un mes. Pronto se queman las casas de los pandits de Cachemira. Naveen es asesinado en el caos ante los ojos de Shiv, que queda conmocionado. Shiv y Shanti, junto con el resto de su familia, consiguen escapar a Jammu. La pareja, que antes residía en una enorme mansión, se ve ahora reducida a vivir en tiendas de campaña. Ven a los ricos y acomodados pandits de Cachemira luchando por conseguir algo tan simple como tomates. Es en este momento cuando Shiv comienza a escribir cartas al POTUS (George Bush en ese momento) con la máquina de escribir regalada por Naveen para contarle la miserable condición de los refugiados.

#### 1992
Shiv Completa su Ph.D y decide tomar un trabajo nuevo en Punjab Universidad. Aun así Shanti le anima para enseñar al alumnado del refugiado local. Pronto  consigue una llamada para vender  su casa "Shikara" a un elevado coste a los musulmanes locales de Cachemira, a lo que se niega recordando la muerte del padre de Lateef y de Naveen, y encuentra accidentalmente el abrigo de Naveen que lleva uno de los corredores, que Naveen promete regalarle cuando termine su doctorado.

#### 2008
Con el paso de los años, la familia Dhar se acostumbra a vivir en barrios de refugiados, y Shiv sigue enseñando a los estudiantes refugiados locales y escribiendo cartas a POTUS (ahora Barack Obama), mientras que Shanti empieza a mostrar signos de tener un trastorno de estrés postraumático debido a esa horrible noche anterior a su éxodo forzado. Una noche, Shiv y Shanti son convocados por el ejército indio para reunirse con el terrorista Lateef, ahora capturado, en el valle de Cachemira. Shiv habla con Lateef, pero éste muere poco después. Shiv y Shanti también visitan su antigua casa, que ahora ha sido ocupada por su antiguo vecino de confianza. Shiv y Shanti se sorprenden al ver cómo su vecino, al que trataban como una familia, ha cambiado todo lo que habían construido juntos.

#### 2018
De vuelta a las torres de refugiados, les llega un pequeño acontecimiento de felicidad. La hija de uno de sus vecinos se va a casar. Shanti está encantada con la esperanza de ver una boda Kashimiri Pandit. Sin embargo, la boda no se parece en nada a lo que ella imaginaba. Hay un DJ, luces brillantes, música a todo volumen, etc. La desesperación por haber perdido no sólo su hogar sino también su cultura es evidente en su rostro, y pronto se derrumba. Resulta que sufre un problema neurológico y necesita ser operada por uno de los médicos locales de los refugiados, que en su día fue alumno de Shiv en los barrios de refugiados.
Es antes de la operación cuando la pareja recibe una llamada del POTUS y se va a vivir a la suite presidencial. Es entonces cuando Shiv le revela a Shanti que fue él quien reservó el hotel y que el cartero se confundió con el término "suite presidencial" asumiendo que el presidente les había invitado. Era su 30.º aniversario de boda y él quería cumplir el sueño de ella de ver el Taj Mahal. Shanti le pregunta cómo ha podido pagar la suite, que cuesta alrededor de 1,25 lakhs. Shiv le dice que vendió su casa para su operación y que utilizó parte del dinero para cumplir su sueño. Shanti se siente abatida pero no dice nada. Más tarde, Shiv la lleva a dar un paseo en barco hasta el Taj Mahal (igual que la noche de bodas, cuando la llevó a Shikara). Shanti fallece en sus brazos en el barco.
Shiv se lleva las cenizas de Shanti a Cachemira como le había prometido y decide quedarse en la antigua casa de sus padres. Allí comienza a dar clases a los jóvenes con la esperanza de que no se conviertan en terroristas como lo hizo su mejor amigo.

## Reparto
- Aadil Khan como el Profesor Dr. Shiv Kumar Dhar(marido de Shanti )
- Sadia Khateeb como Shanti Sapru Dhar(mujer de Shiv ;un estudiante médico en el tiempo de éxodo)
- Zamir Ashai como Khursheed Hassan Solitario (padre de Lateef)
- Zain Khan Durrani como Lateef Solitario (mejor amigo de Shiv)
- Priyanshu Chatterjee como Dr. Naveen Kumar Dhar(primo de Shiv; un reputado doctor que es  asesinado en el éxodo)
- Vinay Raina como padre de Shiv
- Bhavana Chauhan como Arti (mejor amigo de Shanti: un médico estudiantil que muere en el éxodo)
- Ashwin Dhar Como Mohanlal
- Farid Azad Khan como Rehmana
- Saghar Sehrai Como Haji Sahab
- Mushtaq Kak como Masood Sahab
- Anjana Sood como madre de Shiv
- Faiyaz Dilbar como padre de Shanti
- Shahid Lateef como Yunus
- Ajay Kaul como Manoharlal Kaul
- Sandeep Verma como Agente de Inscripción
- Rahul Kilam como el hijo de Raina
- Ravi Braroo como Raina Sahab
- Rahul Pandita como director

Los personajes principales, Aadil Khan y Sadia, nacidos en Cachemira, fueron elegidos para darles autenticidad. Se seleccionaron varios pandits de Cachemira para el reparto principal. Además, para que los campos de refugiados se parecieran lo más posible a los reales de hace 30 años (19 de enero de 1990), se eligió a refugiados reales. Aproximadamente 4.000 de los 400.000 refugiados que actualmente habitan en el campo de refugiados de Jagti Nagrota y otros campos de refugiados aceptaron participar. Eran mujeres, niños y personas mayores. Las escenas del campo de refugiados se rodaron durante varios días y noches en Bhagwati Nagar, Jammu.

## Producción
En marzo de 2018, se informó de que se había rodado una película bajo el título "Amor y Cartas" en Cachemira por Vidhu Vinod Chopra. En una entrevista posterior, mencionó que casi toda la película se rodó en Cachemira. Al principio en verano, luego en otoño y de nuevo en invierno. Sólo se recrearon los campos de refugiados en Mumbai y algunas secuencias en Agra, pero esta parte de la historia es breve. Los rodajes en Cachemira incluyeron varios lugares como el Hotel Lalit de Srinagar, en shikaras en medio de un lago, en los remansos del Dal, en una desolada casa hindú, cerca de Hazratbal y muchos más.
Se informa de que algunas escenas se rodaron en Wandhama, cerca de Ganderbal, donde se produjo una de las mayores masacres en el Valle. Veintitrés hindúes de Cachemira - cuatro niños, nueve mujeres y diez hombres - fueron masacrados en 1998.

## Estreno
La película se estrenó el 7 de febrero de 2020. Se lanzó digitalmente el 4 de abril de 2020, en Amazon Prime Video en India.

## Recepción

### Respuesta crítica
La película recibió críticas mixtas de los críticos y los internautas, y muchos criticaron la débil trama de la historia. El Tiempo de India dio a la película 3 de 5 estrellas, y la calificó en gran medida como una historia unilateral que responde al atractivo cinematográfico de ciertos espectadores. Jyoti Kanyal, de India Today, también da a la película 3 de 5 estrellas y escribe que la historia "combina maravillosamente incidentes reales y una historia de amor ficticia". Tanto TOI como India Today elogian a los debutantes Sadia y Aadil Khan. Newslaundry reseña la película como una exitosa historia de amor pero un fallido drama político El Hindu hace una reseña más crítica, diciendo que "Chopra entierra la política bajo el ropaje del 'amor y la esperanza'" y acaba haciendo que la película sea simplista. Livemint también comenta la "simplificación de la política detrás del éxodo" en la película. Nandini Ramnath de Scroll.in también escribe una reseña similar, "débil en la historia, fuerte en el amor." Firstpost También dio la película 3 de 5 estrellas. Según The Wire, Shikara" es una historia poéticamente contada en la que alguien pierde el rumbo. Tanul Thakur escribió: "Es una promesa tanto personal como comunitaria: de un marido a su mujer, de una comunidad a un individuo. Es compartida por la familia, los amigos y los vecinos, de diferentes creencias, de diferentes quejas. Sin embargo, siguen siendo personas, unidas por alegrías comunes: el cricket, el cine, la vida. También está el lugar y el tiempo, Cachemira a finales de los años 80, una tierra maravillosamente bella, un periodo políticamente trágico".

## Música
La partitura de la película fue compuesta por A. R. Rahman y su grupo de aprendices Qutub-E-Kripa. Esta fue la primera colaboración de Rahman con Vidhu Vinod Chopra, 26 años después de que Rahman rechazara una oferta de Chopra en 1994.
Las canciones de la película están compuestas por Sandesh Shandilya, Abhay Sopori y Rohit Kulkarni con las letras escritas por Irshad Kamil, Bashir Arif y Raqueeb Alam.

## Recaudación
Shikara ganó 1,20 millones de libras en la taquilla nacional en su primer día. El segundo día, la película recaudó 1,85 millones de libras. El tercer día, la película recaudó 1,90 millones de libras, con lo que la recaudación total del fin de semana de estreno fue de 4,95 millones de libras. La recaudación de por vida de la película en bruto neto en la India fue de 8,15 millones de libras.